# Стриженова, Марианна Александровна
Мариа́нна Алекса́ндровна Стриже́нова (14 ноября 1924, Москва — 12 мая 2004, там же) — советская актриса театра и кино, заслуженная артистка РСФСР (1969).

## Биография
Родилась 14 ноября 1924 года в Москве в театральной семье. В девичестве носила фамилию Грызунова-Бебутова. 
В 1947 году окончила Высшее театральное училище имени М. С. Щепкина и стала актрисой Театра им. Моссовета.
В 1957 году перешла в Театр-студию киноактёра.
В первых фильмах снималась под фамилией Бебутова. Успех ей принесла главная женская роль в фильме «Овод», снятом в 1955 году, где её партнёром был Олег Стриженов.
Умерла 12 мая 2004 года на 80-м году жизни в Москве. Похоронена в Москве на Головинском кладбище.

## Семья
Отец — Александр Иванович Грызунов, актёр МХТ.
Мать — Мария Леонтьевна Алексеева-Бебутова, актриса, служила в том же театре.
В 1942 году в возрасте 18 лет вышла замуж за Героя Советского Союза подполковника Вениамина Ивановича Кириллова, но брак был недолгим, её муж погиб в 1943 году.
Второй муж —  Олег Стриженов (1929—2025), советский и российский актёр театра и кино. Брак распался в 1968 году.
Дочь — Наталья Олеговна Стриженова (1957—2003), актриса.

## Творчество

### Роли в театре

#### Театр имени Моссовета
- Олеко Дундич (А. Ржешевского, М. Каца; пост. — Юрий Завадский) — Ирина Туманова
- Без вины виноватые (А. Островский; пост. — Ю. Завадский)
- Обида (A. Суров; пост. — B. Ванин) — комсомолка
- Московский характер (A. Софронов; пост. — Ю. Завадский, Ю. Шмыткин) — Шура, секретарь Потапова
- Модная лавка (И. Крылов; пост. — Ю. Шмыткин) — Аннушка, девушка, Лиза
- Красавец-мужчина (A. Островский; пост. — Ю. Шмыткин) — Сусанна Сергеевна Ландышева
- Чаша радости (H. Винников; пост. — B. Колесаев) — Великанова
- Особое мнение (C. Клебанов, A. Марьямов; пост. — Ю. Завадский, A. Шапс) —  Катя, продавщица газированной воды
- Рассвет над Москвой (A. Чуров; пост. — Ю. Завадский, A. Шапс) — секретарь Степаняна, секретарь Рыжова
- Студент 3-го курса (A. Борозина, A. Давидсон; пост. — И. Анисимова-Вульф, К. Михайлов) — Вера Шатилова
- Недоросль (Д. Фонвизин; пост. — C. Бенкендорф) — Софья, племянница Стародума
- Шторм (B. Билль-Белоцерковский; пост. — Ю. Завадский, E. Страдомская) — сотрудница
- Трудовой хлеб (A. Островский; пост. — Н. Петрова) — Наташа
- Рассказ о Турции (H. Хикмет; пост. — Ю. Завадский) — дама
- Гражданин Франции (Д. Храбровицкий; пост. — Ю. Завадский, E. Страдомская) — студентка
- Маскарад (M. Лермонтов)
- Беспокойная должность (A. Кожемякин; пост. — Ю. Завадский) — Орлова, инженер
- Первая весна (Г. Николаева, C. Радзинский; пост. — Ю. Завадский, E. Страдомская) — Лина
- Кража (Д. Лондон; пост. — Ю. Завадский, Ю. Шмыткин) — вторая горничная

#### Театр-студия киноактёра
- Чудо (C. Кулиш; пост. — C. Кулиш) — Беатриса
- Дa здравствуют дамы! (Б. Нушич; пост. — A. Созонтов)

### Фильмография
1. 1950 — Щедрое лето — Оксана Подпруженко (в титрах — М. Бебутова)
2. 1951 — Тарас Шевченко — Агафья Андреевна Ускова, в титрах - М. Бебутова
3. 1955 — Овод — Джемма
4. 1957 — Высота — Маша, жена Дерябина
5. 1957 — Гуттаперчевый мальчик
6. 1959 — В твоих руках жизнь — Полина, жена капитана Дудина
7. 1959 — Фома Гордеев — Саша, содержанка Фомы
8. 1960 — Слепой музыкант — Анна Михайловна
9. 1962 — Без страха и упрёка — мать Вадика и Коли
10. 1964 — Каждый осенний вечер (фильм-спектакль)
11. 1965 — Сквозь ледяную мглу — Софья Владимировна Панина, графиня
12. 1965 — Чёрный бизнес — Жанна Семёновна Волчанская, жена валютчика
13. 1966 — Их знали только в лицо — Зинаида Григорьевна Адамова, владелица ателье
14. 1966 — Третья молодость — жена Гедеонова
15. 1969 — Ночной звонок — Леокадия, невестка Варвары Антоновны
16. 1969 — Сердце Бонивура — Надежда Петровна Перовская, подпольщица
17. 1972 — Улица без конца — Клавдия Герасимовна, cекретарь горкома
18. 1974 — Великий укротитель — мать Лены
19. 1974 — Ищу мою судьбу — организатор поэтического вечера
20. 1975 — Капитан Немо — мать Жаклин
21. 1976 — Только вдвоём — Вера Александровна Наумова, мама Кати
22. 1978 — Голубые молнии — мама Анатолия
23. 1981 — Отпуск за свой счёт — мама Юры
24. 1982 — Берегите мужчин! — Виолетта Максимильяновна, жена Артура Карповича
25. 1984 — Время и семья Конвей — Джоан Хэлфорд — главная роль, в зрелом возрасте
26. 1988 — Артистка из Грибова — Нина Александровна, мать Галины
27. 1988 — Отцы — Мария Николаевна, теща Новикова